# Protylopus
Protylopus (лат.) — вымерший род примитивных мозоленогих из вымершего семейства Oromerycidae, которое некоторые исследователи включают в семейство верблюдовые. Существовал в период от среднего до позднего эоцена, около 45-40 миллионов лет назад, в Северной Америке.
Если включать Oromerycidae в семейство верблюдовые, то Protylopus — самый древний из известных верблюдов и вместе с тем самый маленький: достигал длины 80 сантиметров и, вероятно, весил около 26 килограммов. На основе зубов можно заключить, что животное, вероятно, питалось мягкими листьями лесных растений. Передние ноги Protylopus короче задних и несли по 4 пальца. Задние лапы также имели по 4 пальца, но основная часть веса приходилась на третьи и четвёртые, так что, возможно, Protylopus мог вставать на задние ноги, как современная антилопа-геренук, чтобы кормиться. Форма пальцев позволяет предположить, что животное обладало копытами, а не подушечками, в отличие от современных верблюдов.